# Misgolas bithongabel
Misgolas bithongabel is een spinnensoort in de taxonomische indeling van de valdeurspinnen (Idiopidae).
Het dier behoort tot het geslacht Misgolas. De wetenschappelijke naam van de soort werd voor het eerst geldig gepubliceerd in 2006 door Raven & G. Wishart.